# Square Jules Verne
Square Jules Verne är en park i Paris, belägen mellan Rue Jules Verne, Rue de l'Orillon och Passage Piver i 11:e arrondissementet. Parken, som invigdes år 2000, är uppkallad efter den franske författaren Jules Verne (1828–1905). 

### Webbkällor
- ”Square Jules Verne”. Mairie Onze Paris. Arkiverad från originalet den 3 mars 2016. https://web.archive.org/web/20160303190250/http://mairie11.paris.fr/mairie11/jsp/site/Portal.jsp?document_id=19700&portlet_id=4271. Läst 13 augusti 2016.
- Flavien, Pauline (11 september 2015). ”Square Jules Verne, Paris 11e”. Evous France. http://www.evous.fr/Square-Jules-Verne-Paris-11e,1132638.html. Läst 13 augusti 2016.